# Resident Evil Gaiden
Resident Evil Gaiden est un épisode de la série de jeux vidéo d'aventures et d'action survival horror Resident Evil mettant en scène les agents de la Stars contre la société biochimique Umbrella. Ce jeu est édité par la société japonaise Capcom.

## Trame

### Synopsis
Dans un ultime effort pour contrer les tentatives de domination mondiale de la société Umbrella Corporation, une organisation clandestine composée d'anciens membres des Stars et d'anciens employés d'Umbrella a été créée.
Une nouvelle arme biologique conçue par les laboratoires d'Umbrella est apparemment transportée sur un luxueux bateau de croisière, le Starlight, traversant actuellement l'océan Atlantique, en direction de l'Europe.
Leon S. Kennedy a été dépêché sur place pour éliminer l'ABO (Arme Bio-Organique). D'après son dernier rapport, il se trouverait à bord du Starlight.
L'histoire commence au sein du quartier général de l'organisation clandestine où Barry Burton reçoit un ordre de mission : il doit partir sur le Starlight afin de retrouver Leon S. Kennedy qui ne donne plus de nouvelles et l'aider à retrouver puis éliminer l'ABO.

### Canonicité
Durant son développement, Resident Evil Gaiden était prévu pour coïncider avec Resident Evil Code Veronica.
Ainsi, Leon aurait reçu un email de Claire Redfield lui parlant d'une mission du transport d'une ABO appartenant à Umbrella Corporation sur le paquebot de luxe Starlight qu'elle aurait découvert.
Ceci indique donc que Leon a rejoint l'organisation anti-Umbrella, ce qui coïncide avec le Wesker's Report.
Cependant, ceci ne correspond pas au fait que Leon s'est mis au service du gouvernement des États-Unis après les accidents de Raccoon City depuis Resident Evil 4.
De plus, à la fin de Resident Evil Gaiden, on voit du sang vert s'échapper d'une petite coupure qu'a Leon au cou, laissant croire que Leon a disparu sur le Starlight et que c'est l'A.B.O qui aurait pris sa place, l'A.B.O, surnommé l'"Amibe", étant polymorphe et prenant la forme de Leon et Lucia et doté de sang vert.
Dès la sortie de Resident Evil 4, Resident Evil Gaiden sort du canon de la série.

## Accueil
- Jeuxvideo.com : 11/20[1]